# Aykut Topal
Aykut Topal (* 14. August 1991 in Samsun) ist ein türkischer Fußballspieler. 

## Karriere
Aykut Topal spielte während seiner Jugend für Samsun Kadıköyspor und Samsunspor. Nach dem Ende der regulären Saison 2011/12 wurde er zum ersten Mal in die 1. Mannschaft berufen und spielte für Samsunspor beim Spor Toto-Pokal mit. Sein Debüt in der 2. Liga gab er am 25. August 2012 gegen Tavşanlı Linyitspor. 
Im Frühjahr 2013 wurde er an den Viertligisten Manavgat Evrensekispor abgegeben. Bereits zum Saisonende wechselte er innerhalb der TFF 3. Lig zum Istanbuler Verein Fatih Karagümrük SK. Mit diesem Klub wurde er am Saisonende Meister der Liga und stieg in die TFF 2. Lig auf.
Trotz des Aufstiegs mit Karagümrük verließ er diesen Klub im Sommer 2014 Richtung Viertligist Tuzlaspor.

## Erfolge
Fatih Karagümrük SK
- Meister der TFF 3. Lig  und Aufstieg in die TFF 2. Lig:  2013/14